# Turnera vallisii
Turnera vallisii är en passionsblomsväxtart som beskrevs av Arbo. Turnera vallisii ingår i släktet Turnera och familjen passionsblomsväxter. Inga underarter finns listade i Catalogue of Life.